# La Teixonera

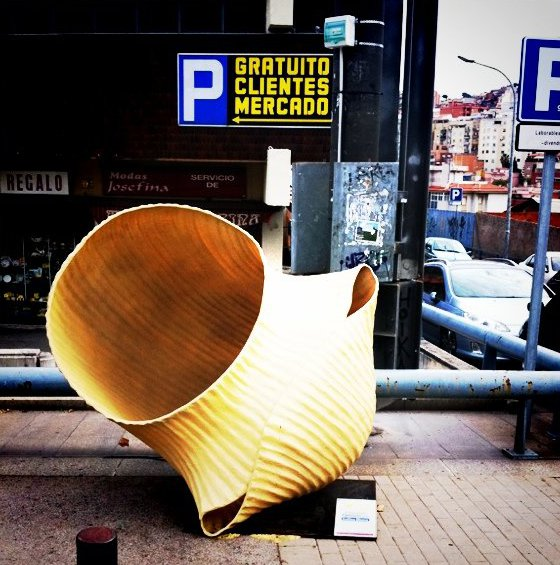
Llum de Nadal en forma de galet, l'any 2010 al Mercat de Vall d'Hebron, al barri de la Teixonera

La Teixonera, o Taxonera (d'acord amb la reivindicació veïnal), és un barri del districte d'Horta-Guinardó de la ciutat de Barcelona. Es troba a l'àrea compresa entre la Ronda de Dalt, General Mendoza, Coll i Alentorn, i Mare de Déu del Coll, entre els barris de la Vall d'Hebron, la Clota, el Carmel i el Coll. Va formar-se entre el 1915 i 1930 i era conegut com la Colònia Taxonera, per Joaquim Taxonera, que va urbanitzar la zona. Les cases que s'hi van construir inicialment eren torretes de planta o planta i pis, amb jardí.

## Història
Joaquim Taxonera i Cassà era un industrial sabater establert a Gràcia, que havia fet fortuna amb l'exportació de sabates a les colònies espanyoles. Va comprar els terrenys de l'actual Teixonera, aconseguint el permís d'urbanització el 1902. Era natural d'Arenys de Mar, per aquest motiu posà aquest nom al carrer principal de la colònia.
L'etapa d'immigració massiva de finals dels quaranta i l'especulació urbanística a partir dels anys seixanta va deixar-hi empremta; saturà d'edificis la trama de carrers estrets i de traçat difícil a causa de la seva orografia.
El carrer d'Arenys és la principal artèria del barri, des dels seus inicis com a colònia estiuenca, ja que les primeres cases es van construir entre dos profunds barrancs erosionats per les torrenteres que baixaven amb força quan plovia i que anaven a parar a la riera de Sant Genís que passava aproximadament on avui hi ha l'avinguda de Coll i Alentorn. Aquests barrancs estaven situats on avui hi ha les Escales de Can Besora i on hi ha el carrer de Santa Gemma. Fins a començaments dels cinquanta el carrer d'Arenys estava dividit en dues parts per aquesta causa. A la zona de la cruïlla dels carrers Arenys, Plutó i Santa Gemma hi passava un aqüeducte amb una mina d'aigua i fins als anys seixanta els veïns hi anaven a buscar aigua.
El barri està vinculat per tradició i història amb els barris del Districte de Gràcia, Vallcarca i els Penitents. Cap al 1976 el territori d'aquesta barriada es considerava entre el passeig de la Vall d'Hebron, el de la Mare de Déu del Coll i l'avinguda de l'Hospital Militar. D'aquí ve que algunes de les seves entitats funcionin conjuntament amb aquells barris. La major part d'aquest antic territori va pertànyer als salesians de la Granja Vella de Martí-Codolar.
La parròquia de Sant Cebrià, ubicada al carrer d'Arenys, va actuar com a centre cívic i local social en les dècades de 1980 i 1990, fins que l'any 1995 es va inaugurar el Centre Cívic de la Teixonera. La plaça de Taxonera, és un cèntric punt de trobada i de relació del barri. L'Ajuntament de Barcelona va comprar la casa familiar dels Taxonera al carrer Besòs per transformar-la en un casal d'avis i seu de l'Associació de Dones Taxonera. A l'extrem nord de barri hi ha el Mercat de la Vall d'Hebron.